# Antonio da Lezze
Antonio da Lezze (Venezia, 29 gennaio 1425 – ...) è stato un militare e politico italiano della Repubblica di Venezia.
Fu provveditore d'Albania a capo dell'esercito veneziano nonché Conte di Scutari.

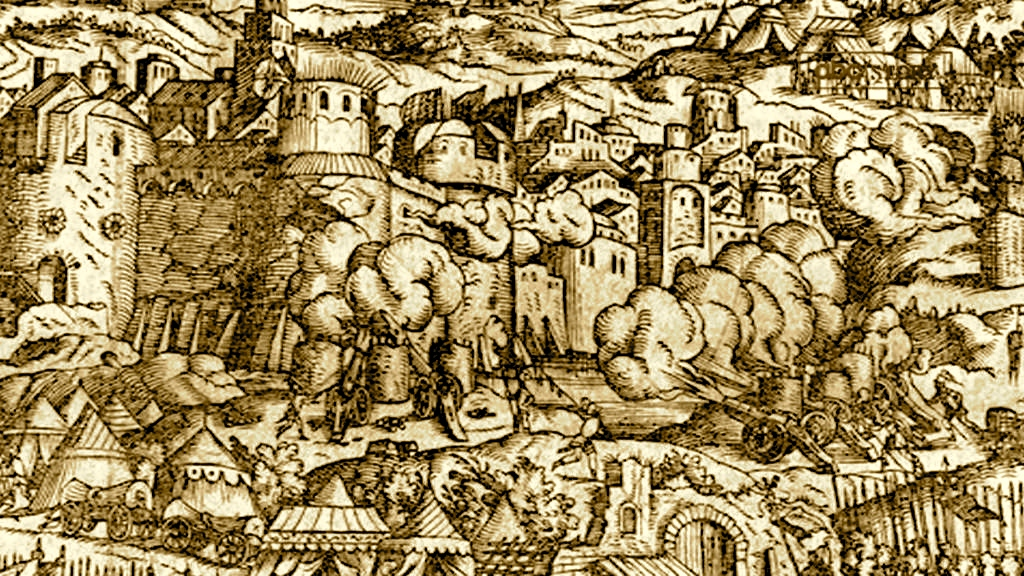
Assedio di Scutari 1478 -1479

## Biografia
Nacque a Venezia il 29 genn. 1425, terzo di quattro figli maschi di Benedetto di Donato e di Franceschina Contarini di Pietro.
La madre morì presto e il padre Benedetto di Donato si risposò nel 1434 con una Barbarigo. Il padre essendo attivo nel commercio doveva rimanere spesso assente da Venezia. Non sono presenti fonti delle condizioni economiche della famiglia che, almeno nella prima metà del secolo, dovevano essere alquanto modeste. Uno dei quattro figli di Benedetto, Priamo fu sopracomito (comandante) di galera,
L'altro fratello Girolamo fu podestà a Piove di Sacco, e lo stesso Antonio non andò oltre la carica di rettore a Scutari. Il fratello il più giovane, Andrea, giunse ad essere capitano a Verona e senatore, e diede origine al ramo più ricco della famiglia, che già con Priamo avrebbe visto la prima di quattro successive generazioni di procuratori di S. Marco.
il 24 Settembre 1447 fu eletto avvocato di Petizion e nel 1465 sposò Maria Correr  da cui ebbe due figli. Il primo figlio di nome Angelo mori nel 1510, mentre il secondo di nome Lorenzo fu protonotario apostolico. Da qui questo ramo della famiglia si estinse.
Antonio rifiutò la nomina a provveditore per il disarmo delle galere a Zara, invece accettò il 12 settembre 1476 la nomina, ben remunerativa e prestigiosa, di conte di Scutari e di provveditore d'Albania.

### Carriera militare
La città di Scutari, principale avamposto della Serenissima nell'entroterra balcanico, aveva subito un feroce assedio nel 1474 ad opera del pascià ottomano Solimano. L'assedio fu vano grazie alla determinatezza del provveditore Antonio Loredan ed al coraggio dei suoi 2.500 uomini.
Quando Antonio fu eletto provveditore, Mehmet II, si preparava a dirigere personalmente le operazioni contro le i possedimenti veneziani nell'Albania Veneta. Nel frattempo un'altra armata ottomana faceva razzia in Friuli sul fronte dell'Isonzo con delle incursioni minacciando la Serenissima da un altro lato.
A partire dal gennaio del 1476, d'altro canto, i registri delle deliberazioni senatorie riportano con inusitata frequenza annotazioni relative all'invio di armi. di munizioni e di viveri a Scutari.
Nel dicembre del 1476, Antonio Da Lezze partì per assumere il suo rettorato con diverse vettovaglie (4.000 stari di frumento), soldati e molto denaro .
Quando i Turchi posero l'assedio finale a Kroja (Croia), egli vide automaticamente rafforzata la propria autorità su tutta la regione. Alle sue incessanti richieste di rinforzi, il Senato rispondeva il 15 giugno 1477 ordinando a tutti i rettori dell'Albania che "sub pena indignationis nostri dominii obedire debeant quibuscumque requisitionibus et preceptis eius nostri provisoris"; e il 6 marzo dell'anno seguente imponeva inoltre agli stessi di consegnare al Da Lezze tutti i proventi delle pene pecuniarie inflitte ai sudditi, purché queste singolarmente non superassero 1.100 ducati.
Qualche giorno più tardi, il 17 marzo il Senato deliberava l'invio di un ulteriore contingente di 500 soldati "perché li luogi nostri de Albania sono in grandissimo pericolo per le manaze fa el turcho de mandar el Bassà, et venir lui contra Scusari".
Il 17 giugno 1478, dopo un anno di assedio nonostante la disperata difesa del figlio di Scanderbeg, Giovanni, viene conquistata Kroja dai Turchi assieme a Drivasto,
Con la morte di Uzū'n Ḥāsan si libera il fronte asiatico dell'impero ottomano cosi il Sultano ordinò la cinta d'assedio di Scutari; alle operazioni partecipò lo stesso Maometto II.
Nel lago di Boiana furono poste due galere, per impedire ai Veneziani di rifornire via acqua la città, mentre - riferisce il Romanin - 10.000 cammelli portavano le munizioni e le grossissime artiglierie. Queste ultime sulle mura di Scutari ebbero effetti devastanti, temperati però, per buona sorte dei difensori, dalla lentezza delle operazioni di ricarica.
I Turchi sferrarono l'assalto generale il 22 luglio e lo continuarono per tutto quel giorno e per il successivo. Venne tuttavia respinto grazie alla coraggiosa difesa organizzata e diretta dal Da Lezze assieme alle esortazioni del frate domenicano Bartolomeo d'Epiro e alla convinzione degli assediati che i Turchi non avrebbero risparmiato la vita a nessuno, analogamente a quanto era avvenuto, nonostante le promesse, per gli infelici difensori di Kroja (Croja).
Constatata l'impossibilità di ottenere la vittoria con un rapido assalto, il sultano lasciò il campo dinnanzi a Scutari, portando con sé metà dell'esercito, e lasciando l'altra metà a proseguire il blocco della fortezza. Come riferisce il Malipiero, "in questo assedio è stà tirà tante frezze in la terra, che dopo che Turchi s'ha partio, no s'ha adoperà ne i forni, per scaldarli, altre legne per molti mesi continui". L'assedio durò infatti tutta la rimanente estate e l'autunno, ed ebbe termine solo dopo il trattato di costantinopoli del 25 gennaio 1479. In tale accordo Venezia si impegnava a versare al Turco un grosso tributo e a cedere la maggior parte dei suoi possedimenti nell'Egeo e nell'Albania, tra i quali la stessa Scutari.
Da Lezze partì allora da Scutari, che consegnò al pascià Aḥmed. Con lui partirono poche centinaia di superstiti, ai quali il Senato accordò pensioni e impieghi. A diversi reduci appartenenti a famiglie nobili furono assegnate diverse proprietà fondiarie in Friuli e nel contado di Gradisca.
"il provveditore Antonio di Lezze uscì da Scutari con quattrocento cinquanta uomini, e centocinquanta donne, che soli erano sopravvissuti a questo terribile assedio. Seco portavano le reliquie delle loro chiese, i vasi sacri, l'artiglieria e tutto ciò che rimaneva delle loro ricchezze. Passarono così in mezzo all'armata ottomana, cui pareva che questi valorosi guerrieri incutessero rispetto"
Sul ritorno in patria dell'ex provveditore, così si esprime il più autorevole testimone, il Malipiero: "A' primo di Avril [1479] Antonio da Leze è stà fatto cavalier per le so bone operazion fatte a Scuthari, dove è stà conte. Costù, a primo de maggio, ha accusà alcuni cittadini de Scuthari e de mala volontà e de poca fede; e loro se ha giustificà, e ha fatto constar che i ha perso la so terra e i so beni, perché el scriveva a la Signoria che la no se podeva mantegnir niente de manco i ha provà che ghe era munizion e vittuaria per 4 mesi. Tal che è stà chiamà Consegio di X, e preso la so retenzion; poi firmado el processo e fatta la zonta secondo i solito, è stà confinà un anno in Camera dell'armamento, e poi 10 anni in Cao d'Istria, e privo in perpetuo de consegi".
I membri del Consiglio dei dieci istruirono il processo il 5 maggio 1479; il giorno seguente una giunta formata da due di essi, da altrettanti consiglieri ducali, avogadori e inquisitori di Stato, iniziò gli interrogatori, e già il 26 dello stesso mese si ebbe la sentenza, che condannava il Da Lezze ad un esilio decennale, respingendo la proposta di Lorenzo Mocenigo, capo del Consiglio dei dieci, che lo avrebbe voluto bandito per sempre dalla patria.